# Conte Biancamano
Die Conte Biancamano war ein 1925 in Dienst gestellter Transatlantik-Passagierdampfer der italienischen Reederei Lloyd Sabaudo, der für den  Passagier- und Postverkehr von Genua und Neapel nach New York gebaut wurde. Im Zweiten Weltkrieg diente das Schiff unter der Bezeichnung USS Hermitage (AP-54) als Truppentransporter für die United States Navy. Nach dem Krieg kehrte es unter italienischer Flagge in den Passagierverkehr zurück, bis es 1961 verschrottet wurde. In Friedenszeiten absolvierte die Conte Biancamano insgesamt 364 Überfahrten und beförderte dabei 353.836 Passagiere.

## Zeit als Passagierschiff
Das 23.562 BRT große Dampfturbinenschiff Conte Biancamano wurde im April 1924 bei William Beardmore and Company im schottischen Dalmuir mit der Baunummer 640 auf Kiel gelegt. Der Stapellauf des 198,4 Meter langen und 23,2 Meter breiten Schiffs fand am 23. April 1925 statt. Die Conte Biancamano wurde nach dem Humbert I. von Savoyen, Graf Biancamano, benannt.

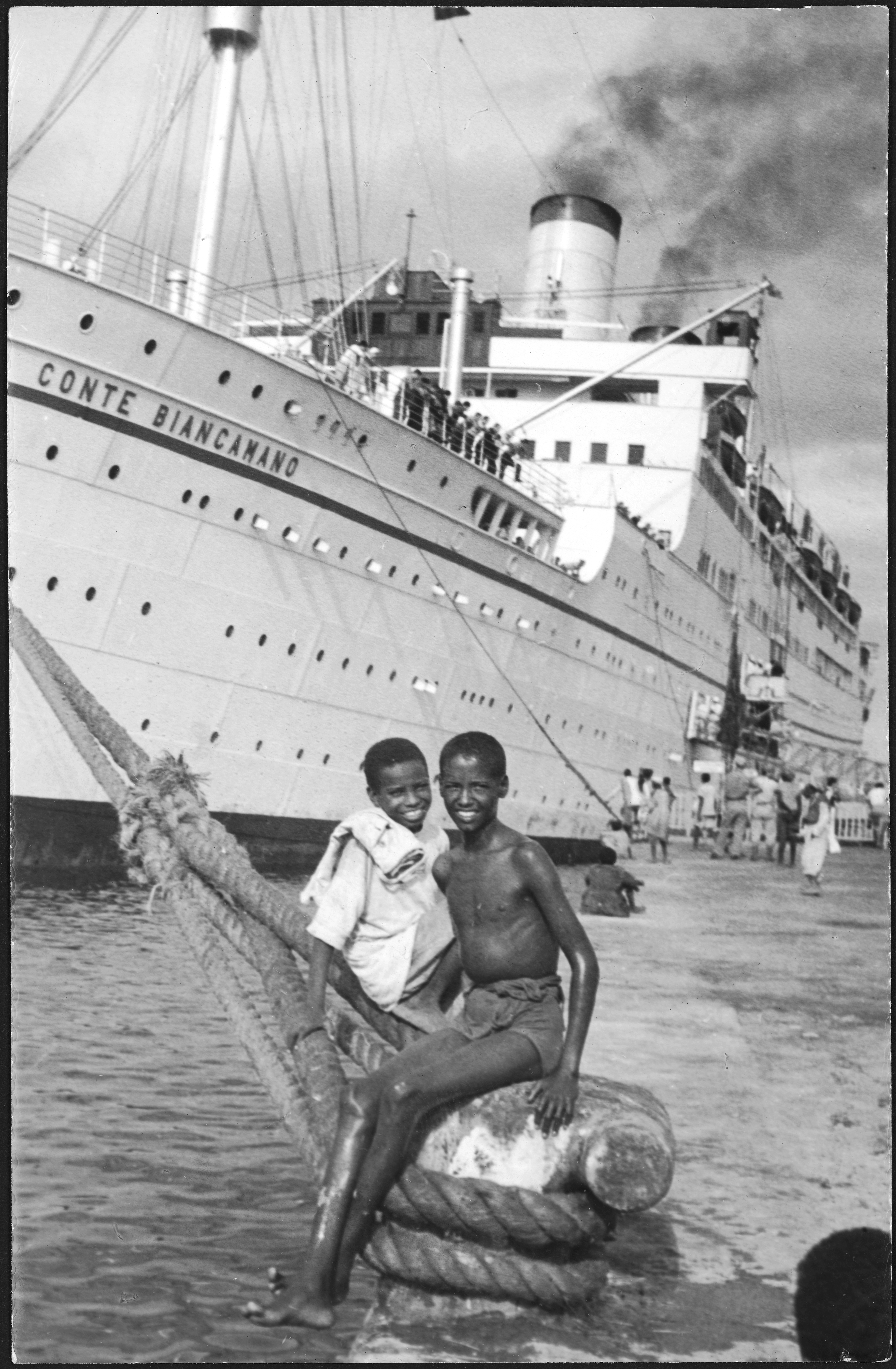
Im Hafen von Massaua, Italienisch-Ostafrika (heute Eritrea), 1939/1940.

Der luxuriös und modern ausgestattete Ozeandampfer zielte vor allem auf die wohlhabenderen Reisenden ab. Es konnten insgesamt 3430 Passagiere untergebracht werden, davon 180 in der Ersten Klasse, 200 in der Zweiten Klasse, 390 in der Economy Class und 2660 in der Dritten Klasse. Ihr Schwesterschiff war die  Conte Grande (25.661 BRT), die drei Jahre später bei Stabilimento Tecnico Triestino vom Stapel lief. Der Doppelschraubendampfer wurde von zwei Parson-Turbinen angetrieben, die 24.870 PS leisteten und eine Reisegeschwindigkeit von 20 Knoten ermöglichten. Das Schiff hatte einen langen schwarzen Rumpf, weiße Decksaufbauten, zwei Promenadendecks, zwei Masten und zwei Schornsteine.
Die Conte Biancamano wurde am 7. November 1925 fertiggestellt und lief am 20. November 1925 in Genua zu ihrer Jungfernfahrt nach New York aus. Die letzte Überfahrt im Dienst des Lloyd Sabaudo fand am 25. November 1932 statt. Im selben Jahr wurden die größten italienischen Reedereien – die Navigazione Generale Italiana (Hauptsitz in Genua), die Cosulich Società Triestina di Navigazione (Hauptsitz in Triest) und der Lloyd Sabaudo (Hauptsitz in Turin) – verstaatlicht und zur Società Italia Flotte Riuniti zusammengefasst. Die Conte Biancamano kam so unter ein neues Management und wurde fortan im Südamerika-Dienst eingesetzt.
1934 brachte sie im Auftrag des italienischen Marineministeriums Soldaten und Kriegsausrüstung in Vorbereitung des Italienisch-Äthiopischen Kriegs nach Äthiopien. 1936 wurde die Conte Biancamano an den Lloyd Triestino verchartert, für den sie die Route in den Mittleren Osten bediente. Die Route Genua – Shanghai entwickelte sich ab 1938 zu einer der Hauptfluchtrouten von deutschen und österreichischen Juden nach Shanghai, da dort keine Auswanderungsvisa vorgeschrieben waren. 1940 wurde sie wieder der Società Italia Flotte Riuniti übergeben und auf die Route Genua–Neapel–Panama–Valparaíso–Panama gesetzt.

## US-Truppentransporter USSHermitage

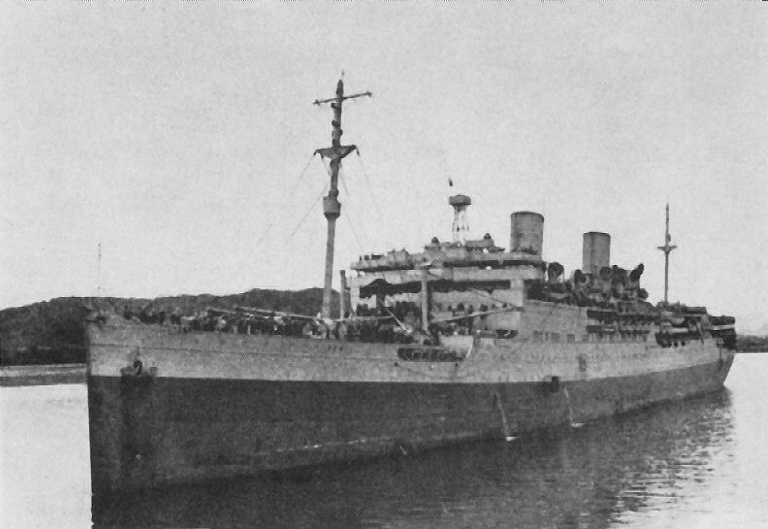
Als Truppentransporter USS Hermitage (AP-54).

Nach Ausbruch des Zweiten Weltkriegs wurde die Conte Biancamano in der Hafenstadt Cristóbal (Panama) beschlagnahmt und dort aufgelegt. Nach dem Kriegseintritt der Vereinigten Staaten im Dezember 1941 wurde das Schiff von den USA beansprucht und in Philadelphia in einen Truppentransporter für die United States Navy umgewandelt. Am 14. August 1942 wurde sie unter dem Namen USS Hermitage (AP-54) offiziell in den Dienst der US Navy gestellt. Es wurde für den Transport von bis zu 7000 Menschen ausgelegt.
Am 2. November 1942 lief die USS Hermitage mit 5600 Soldaten an Bord in New York aus und erreichte acht Tage später Casablanca, wo die Männer für die Operation Torch an Land gingen. Am 11. Dezember 1942 fuhr sie in die USA zurück. 1943 wurde das Schiff hauptsächlich im Südpazifik eingesetzt. Nach der Landung der Alliierten in der Normandie führte sie mehrere Fahrten zwischen Europa und Amerika durch, um Nachschubkräfte nach Europa und verwundete Soldaten nach Hause zu bringen.
Als das Deutsche Reich am 8. Mai 1945 kapitulierte, lag die Conte Biancamano in Le Havre. Nach Kriegsende transportierte sie tausende amerikanische Soldaten zuerst aus Europa und danach aus dem Pazifikraum zurück in die USA. Am 20. August 1946 wurde sie aus dem Dienst der US Navy entlassen. Während des Kriegs hatte die Conte Biancamano 230.000 Meilen zurückgelegt und 129.695 Soldaten befördert.

## Späte Jahre
1947 wurde die Conte Biancamano wieder an Italien überstellt und im darauf folgenden Jahr in Monfalcone runderneuert. Das Schiff erhielt einen neuen Bug, wodurch sich der Rumpf um vier Meter verlängerte. Dieser wurde nun weiß angestrichen, statt wie vor dem Krieg schwarz. Die Passagierunterkünfte  wurden ebenfalls umgebaut, sodass von da an 252 Passagiere in der Ersten Klasse, 455 in der Kabinenklasse und 893 in der Economy Class Platz hatten. Durch die Umbaumaßnahmen erhöhte sich die Tonnage von 23.562 BRT auf 24.416 BRT. Außerdem erhielt das Schiff seinen alten Namen zurück.
An der neuen Innenausstattung wirkten namhafte Maler, Designer und Architekten wie Massimo Campigli, Mario Sironi, Gio Ponti, Gustavo Pulitzer, Paolo De Poli und Roberto Crippa mit. Marcello Mascherini entwarf Skulpturen, die im großen Saal aufgestellt wurden, dessen Decke die Geschichte von Iason und dem goldenen Vlies zeigte. Mit ihrem neuen Aussehen und ihrer neuen Ausstattung zählte die Conte Biancamano zu den besten Schiffen der italienischen Nachkriegsflotte.
Am 14. Juli 1949 lief die Conte Biancamano zu ihrer ersten Fahrt von Genua nach Buenos Aires aus. Ab dem 21. März 1950 lief sie auf der Route Genua–Neapel–Cannes–New York. Am 26. März 1960 lief das mittlerweile 35 Jahre alte Schiff zu seiner letzten Fahrt von Genua und Neapel über Barcelona und Lissabon nach Halifax und New York (und zurück) aus. Am 16. August 1960 traf die Conte Biancamano in La Spezia ein, wo sie 1961 verschrottet wurde. Die Kommandobrücke, der Festsaal und einige Kabinen der Ersten Klasse wurden erhalten und sind seitdem im Museo nazionale della scienza e della tecnologia Leonardo da Vinci in Mailand ausgestellt.